# (73046) Davidmann
(73046) Davidmann est un astéroïde de la ceinture principale.

## Description
(73046) Davidmann est un astéroïde de la ceinture principale. Il fut découvert le 9 mars 2002 aux Monts Santa Catalina par le projet CSS. Il présente une orbite caractérisée par un demi-grand axe de 2,55 UA, une excentricité de 0,12 et une inclinaison de 9,3° par rapport à l'écliptique.

## Compléments